# زنگوله آبی اسپانیایی
زنگوله آبی اسپانیایی(نام علمی: Hyacinthoides hispanica) نام یک گونه از تیره مارچوبگان است.